# Lepismium houlletianum
Lepismium houlletianum ist eine Pflanzenart aus der Gattung Lepismium in der Familie der Kakteengewächse (Cactaceae).

## Beschreibung
Lepismium houlletianum wächst epiphytisch und strauchig mit hängenden Trieben, die reich verzweigt sind und bis 2 Meter oder mehr lang sind. Die an ihrer Basis drehrunden, leuchtend grünen Triebesegmente sind blattartig abgeflacht. Sie sind 10 bis 50 Zentimeter lang und 1 bis 5 Zentimeter breit. Die tief sägezahnartig gekerbten Ränder sind manchmal rötlich. Die Areolen sind kahl.
Die in Gruppen erscheinenden trichterförmigen bis fast glockenförmigen, hängenden, cremeweißen Blüten öffnen sich nicht weit. Sie sind bis 2 Zentimeter lang. Die kugelförmigen, roten bis schwarzen Früchte weisen Durchmesser von 5 bis 6 Millimetern auf.

## Verbreitung, Systematik und Gefährdung
Lepismium houlletianum ist im Süden und Osten Brasiliens, in Südwestbrasilien Mato Grosso do Sul im Nordosten Argentiniens und wahrscheinlich in Bolivien verbreitet. Die Erstbeschreibung als Rhipsalis houlletiana erfolgte 1858 durch Charles Lemaire. Wilhelm Barthlott stellte sie 1987 in die Gattung Lepismium.
Es gibt die beiden Formen
- Lepismium houlletianum f. houlletianum
- Lepismium houlletianum f. regnellii

die sich in der Farbe der Basis der Staubfäden unterscheiden.
Lepismium houlletianum wird in der Roten Liste gefährdeter Arten der IUCN als „Least Concern (LC)“, d. h. nicht gefährdet, eingestuft.

## Nachweise